# 水代玉藻
水代 玉藻（みずしろ たまも）とは元宝塚歌劇団月組組長。大阪府大阪市出身。樟蔭高等女学校出身。芸名の由来は水に囲まれた玉藻城（高松城）による。宝塚歌劇団時代の愛称はカッちゃん、カシマさん。

## 来歴
1947年に宝塚音楽学校に入学。翌1948年に35期生として、宝塚歌劇団に入団し、『春のおどり(大津絵)』で初舞台を踏む。宝塚入団時の成績は46人中28位。
1975年?、星組副組長に就任。
1976年に月組組長に就任し、退団の年まで務めた。
1983年9月30日付で、宝塚歌劇団を退団。最終出演公演の演目は月組・東京宝塚劇場公演『情熱のバルセロナ』である。

## 人物
宝塚時代の配属組は月、星、演劇専科、星、月、専科の順である。

## 宝塚歌劇団時代の主な舞台
- 『虹のオルゴール工場』工場長 役/『南の哀愁』ジョテファ 役（1964年2月 - 3月）
- 『レビュー・オブ・レビューズ』（1964年6月）
- 『シャングリラ』女官長 役（1964年10月 - 11月）
- 『エスカイヤ・ガールス』スリ 役（1965年3月）
- 『おやゆび姫』野ねずみ 役（1965年12月）
- 『シンデレラ・イタリアーナ』マニフィコ男爵 役（1966年6月）
- 『恋天狗』庄屋 役（1966年9月）
- 『オクラホマ!』エラー叔母 役（1967年7月）
- 『千姫』徳川家康 役（1968年10月）
- 『僕は君』ヘデリア 役（1970年8月）
- 『星の牧場』鹿沢老人、コントラバス 役（1971年1月 - 2月）
- 『ノバ・ボサ・ノバ』シスター・マーマ 役（1971年5月 - 6月）
- 『我が愛は山の彼方に』竜淵 役（1971年8月 - 9月）
- 『ラ・ラ・ファンタシーク』女神 役（1973年3月 - 4月）
- 『この恋は雲の涯まで』青豚/ジャムカ 役（1973年8月 - 9月）
- 『ラブ・ラバー』カシーマ 役（1973年11月 - 12月）
- 『浮舟と薫の君』右近 役（1973年12月）
- 『虞美人』呂妃 役（1974年3月 - 4月）
- 『美しく青きドナウ』エブースター 役（1975年11月）
- 『ベルサイユのばらⅢ』ランベスク公爵夫人 役（1976年3月 - 5月）
- 『ベルサイユのばらⅢ』ベザンバール公爵夫人/フェルゼンの母 役（1976年8月、東京宝塚劇場）
- 『バレンシアの熱い花』レオン将軍 役（1976年11月）
- 『風と共に去りぬ』ミード夫人 役
  - （1977年3月 - 5月、宝塚大劇場）
  - （1978年2月、中日劇場）
  - （1978年6月・10月 - 11月、全国ツアー）
- 『春愁の記』法師 役（1979年6月）
- 『アンジェリク』コエスル 役（1980年1月）
- 『新源氏物語』弘徽殿の女御/朱雀院 役（1981年1月 - 2月）
- 『あしびきの山の雫に』僧行心 役（1982年2月 - 3月）
- 『情熱のバルセロナ』ルイス伯爵 役（1982年10月 - 11月）

## 主な映画出演
- 『家庭の事情 ネチョリンコンの巻』ユリ 役（1954年、東宝）
- 『仇討珍剣法』女中 役（1954年、東宝）
- 『箱入娘と番頭』伊藤証券の事務員B 役（1956年、東宝）
- 『遠山金さん捕物控　影に居た男』傘屋の妻 役（1956年、東宝）
- 『アチャコ行状記』（1956年、東宝）　
  - 『嫁取り試験』女中おしの 役
  - 『親馬鹿天国』連れの女 役
- 『世にも面白い男の一生 桂春団治』南 役（1956年、東宝）
- 『サザエさんの婚約旅行』観光バスの車掌（大阪） 役（1958年、東宝）